# 의진 (남자 가수)
의진(李宜縝, 본명: 이의진, 1990년 2월 15일 ~ )은 대한민국의 가수이다. 2014년 10월 에이션의 새 멤버로 합류하여 데뷔하였으며, 에이션 활동 당시에는 로제이(Lo-J)라는 예명을 사용했다. 이후 에이션을 탈퇴(2015년 10월경)하여 2017년 빅플로의 일원이 되었다. 2017년, 《아이돌 리부팅 프로젝트 더 유닛》에 참가하여 최종 2위를 하여 유앤비에 합류하게 되었다. 2019년, 6월 26일 미니 1집 《e:motion》를 발매하며 솔로 아티스트로써 데뷔하였다.

## 음반 목록

### 에이션
- 14.10.23 싱글 2집(미니2집의 선공개곡) 우리둘이
- 14.10.31 미니 2집 Ouch
- 15.01.02 싱글 3집 Somebody to love
- 15.03.02 마녀시대

### 빅플로
- 17.02.14 Stardom
- 18.08.18 emphas!ze

### 유앤비
- 18.04.07 미니 1집 BOYHOOD
- 18.06.28 미니 2집 BLACK HEART

### 솔로
- 19.06.26 미니 1집 e:motion

## 출연 작품

### 텔레비전 프로그램
- KBS2 《아이돌 리부팅 프로젝트 더 유닛》 (2017) - 참가자
- KBS2 《불후의 명곡 - 전설을 노래하다》 346회 - 작곡가 장경수 편 (2018)
- KBS2 《유희열의 스케치북》 392회 (2018)
- KBS2 《개그콘서트》 943회 - 올라옵show (2018)
- KBS2 《1대 100》 514회, 515회 (2018)
- KBS1 《열린음악회》 1191회 (2018)
- KBS2 《대국민 토크쇼 안녕하세요》 362회 (2018)
- JTBC 《투유 프로젝트 - 슈가맨》 (2018)
- JTBC 《아이돌룸》 (2018)
- 엠넷 《썸바디》 (2019)
- 동아TV 《샵에서 만나》 (2019)

### 웹 프로그램
- 《9095》 (2018)
- 《새라랜드》 (2018)
- 1theK 《댄스워》 (2019)